# Michael Marsh
Michael Lawrence Marsh (Los Angeles, 4 de agosto de 1967) é um ex-velocista e campeão olímpico norte-americano.
Na adolescência fez parte da equipe do revezamento 4x400 m que sagrou-se campeão norte-americano secundário em 1985, representando a Hawthorne High School, de Hawthorne, Califórnia. Em 1991 qualificou-se como quinto homem para o revezamento 4x100 m  no Mundial de Tóquio 1991, onde correu apenas a eliminatória que classificou a equipe para a final. O revezamento da final, formado por Carl Lewis, Dennis Mitchell, Leroy Burrell e Andre Cason venceu a prova e estabeleceu novo recorde mundial – 37s50.
Em 1992 participou das seletivas americanas para Barcelona 1992 mas desapontou nos 100 m ficando apenas em quarto lugar, que lhe dava uma vaga no revezamento mas lhe deixava de fora da prova individual; nos 200 m conseguiu a vaga com um segundo lugar atrás de Michael Johnson. Nos Jogos, Marsh surpreendeu  a todos vencendo sua semifinal com um tempo – 19s73 – apenas um centésimo de segundo inferior ao recorde mundial vigente do italiano Pietro Mennea, soltando a prova quando ainda faltavam dez metros para a chegada. Marsh disse que não tinha ideia de como esta correndo rápido e havia soltado no fim para se poupar para a final, algumas horas depois. Revendo a corrida, analistas apontaram que ele poderia ter marcado 19s65, um novo recorde mundial, se tivesse forçado até o fim. Esperava-se que este recorde então viesse na final, mas Marsh não pode fazer o mesmo tempo; mesmo assim venceu facilmente em 20s01 e conquistou a medalha de ouro. No último dia do atletismo, colecionou outro ouro integrando o 4x100 m que quebrou o próprio recorde de Tóquio um ano antes, marcando 37s40.
No ciclo olímpico seguinte, Marsh teve um desempenho inconstante. Decepcionou no Mundial de Stuttgart 1993, ficando apenas em quarto lugar nos 200 m, prova em que era o campeão olímpico. Em 1994, fez parte do revezamento do Santa Monica Track Club que quebrou o recorde mundial dos 4x200 m, prova não-olimpica, no Mt. SAC Relays, junto com Carl Lewis, Leroy Burrel e Floyd Heard. Foi campeão norte-americano dos 100 m em 1995 mas novamente decepcionou no Mundial de Gotemburgo 1995 ficando apenas em 5º lugar, somando-se a isso a frustação pela desclassificação da equipe no 4x100 m depois de uma troca errada de bastão.
Em Atlanta 1996, Marsh participou da final de todas as três provas mais rápidas de velocidade, mas seu melhor resultado foi a medalha de prata no revezamento 4x100 m, com a favorita equipe americana sendo supreendida pela vitória do Canadá. Foi quinto nos 100 m e chegou em último nos 200 m, assistindo a Michael Johnson vencer e estabelecer novo recorde mundial para esta prova.
Encerrou sua carreira nos grandes eventos no Mundial de Atenas 1997, quando chegou em último nos 100 m devido a uma contusão no pé que o obrigou a sair da pista direto para a cirurgia.
Suas melhores marcas são 100 m – 9s93 (1992) e 200 m – 19s73 (1992).